# Софийский собор (Алма-Ата)
Собор Святых мучениц Веры, Надежды, Любови и матери их Софии (каз. Қасиетті шейіттердің Вера, Надежда, Любовь және олардың анасы София атындағы собор) — православный храм в городе Алма-Ата, собор Иверско-Серафимовского женского монастыря Астанайской и Алма-Атинской епархии.

## История

### Молитвенный дом Укрепления Верного
В 1856 году был выстроен молитвенный дом Верного, ставший первым храмом города. Архитекторы: Леонард Александровский и Цезарь Гумницкий.
Судя по рисункам Павла Михайловича Кошарова, который сопровождал путешественника и исследователя Семиреченского края Петра Петровича Семенова-Тяньшанского в 1857 году, это была одноэтажная деревянная постройка, прямоугольная в плане, с возвышением над центральной частью.
Первую литургию здесь отслужил назначенный томский священник Евтихий Вышеславский с двумя причетниками.
Все распоряжения он получал от Семипалатинского духовного правления, хотя зависимость эта, при опасных и неудобных путях сообщения с Семипалатинском, чувствовалась мало. Фактическим начальством являлся для священника начальник Заилийского отряда войсковой старшина Дмитрий Афанасьевич Шайтанов (назначен в 1855 году), да проживавший первое время в Копале благочинный.
14 (27) ноября 1858 года по Высочайшему повелению молитвенный дом был обращён в церковь укрепления Верного во имя Веры, Надежды и Любви и добавлен притч из двух причетников.
В 1871 году, переносом здания церкви, была сооружена Церковь во имя иконы Казанской Богоматери в Мало-Алматинской станице (освящена 24 октября 1871 года, а полностью достроена к 3 ноября, за исключением незначительных недоделок и установки иконостаса). На месте старой церкви было начато строительство храма из обожжёного кирпича (еще до разборки церковного сруба). Проект храма составили и представили на утверждение военного губернатора Семиреченской области инженеры Семиреченской инженерной дистанции, в частности штабс-капитан Фабиан, который так же составил проект иконостаса и, по предложению Колпаковского, вел технический надзор за строительством. Строил церковь Капальский 1-й гильдии купец Василий Петрович Кузнецов. Пока строили церковь, требы совершали во временной церкви, устроенной в солдатской казарме, которая была освящена тем же именем во имя Веры, Надежды и Любви и матери их Софии.
Павел Матвеевич Зенков писал: «…в станице воздвигнут обширный каменный храм, на той же самой четырёхугольной площади, окруженной рощею, где и была деревянная церковь. Некоторое время остававшаяся во время постройки внутри нового храма. Эта деревянная церковь перенесена теперь в Малую станицу…и названа Казанско-Богородской».
До 1872 года была единственной церковью города Верного. К её приходу относились выселок Мало-Алматинский, станица Софийская, выселок Надежный, выселок Любовный, выселок Илийский.

### Туркестанский кафедральный собор
Новую Больше-Алматинскую церковь построили вчерне к декабрю 1871 года, освятили 23 декабря на новом антиминсе, присланном епископом Томским и Семипалатинским Платоном и с Рождества Христова 1871 года в церкви шли богослужения. Церковь была воздвигнута и освящена под тем же именем и на том же месте, построена из жжёного кирпича, с такой же колокольней и с деревянным куполом, с 7 колоколами.
Изначально приходские церкви и духовенство Заилийского и Лепсинского (Урджарского) благочиний в Семиреченской области подчинялись Томской епархии Барнаульского духовного правления.
4 мая 1871 года по ходатайству Туркестанского генерал-губернатора Кауфмана была Высочайше утверждена Туркестанская епархия с пребыванием архиепископа в городе Верном.
Первым епископском Туркестанским и Ташкентским был назначен преосвященный Софония (Сокольский), викарий Херсонскиой епархии, прибывший в Верный в мае 1872 года. Он обратил Софийский храм в Туркестанский кафедральный собор. С ноября 1872 года в храме стал служить соборный причт наряду с причтом Больше-Алматинской церкви — требы совершали ключарь собора священник Николай Высоцкий, священник Владимир Невоструев, иеромонах Феоктист, протоиерей Бенедиктов и священник Седачев с клириками Василием Курковским, Александром Бредниковым, Иваном Зверевым.
20 декабря 1873 года состоялось Высочайшее повеление об учреждении общего войскового праздника Семиреченского казачьего войска в день святого Великомученика и Победоносца Георгия — 23 апреля. В 1874 году на пожертвования, и на 200 рублей ассигнованных из войскового капитала был заказан и в 1877 году получен войсковой образ Святого Георгия, который в большом художественном резном киоте, торжественно был установлен в церкви Больше-Алматинской станицы.
28 мая (9 июня) 1887 года, во время Верненского землетрясением 1887 года, собор был полностью разрушен. Сразу после землетрясения в самом городе Верном был возведен временный Кафедральный собор, который просуществовал до окончания строительства Вознесенского собора.

### Больше-Алматинская Софийская церковь
После землетрясения жители станицы пользовались временной церковью, которая помещалась в здании Больше-Алматинского станичного правления и была освящена 23 ноября 1891 года во имя Николая Чудотворца благочинным протоиереем Александром Новиковым, антиминс священнодействован 26 июня 1888 года преосвященным епископом Неофитом.
В 1893 году на месте разрушенного храма был заложен новый, деревянный по проекту, составленному в Техническо-строительном Комитете Министерства внутренних дел в Санкт-Петербурге и утвержденному министром внутренних дел 28 марта 1892 года. Епископ Неофит резолюцией от 10 июня 1892 года благословил строительство церкви. Наблюдение за производством работ было поручено младшему архитектору строительного отделения Семиреченского областного правления К. А. Борисоглебскому, он же доработал некоторые элементы фасада и деревянного кружевного карниза. Строительство Больше-Алматинской станичной церкви было полностью окончено к сентябрю 1895 года.
По проекту церковь предполагалась двухпрестольная — в главном (центральном) и боковом южном приделах. В процессе строительства ее сделали трехпрестольной.
Первым был освящен престол северного придела во имя Святителя и Чудотворца Николая 16 сентября 1895 года епископом Туркестанским и Ташкентским Никоном (Богоявленским). Память празднуется 6 декабря.
Главный алтарь во имя Веры, Надежды, Любви и материи их Софии был освящен епископом Никоном 16 сентября 1896 года, память которых празднуется 17 сентября.
Южный придел — престол в честь Святого Великомученика и Победоносца Георгия освящен 26 сентября 1900 года благочинным церквей Верненского округа протоиереем Александром Новиковым по благословению епископа Аркадия (Карпинского). Память празднуется 23 апреля. Престол в честь Георгия Победоносца был устроен по приговору станичного схода от 15 ноября 1893 года и по указу Туркестанской духовной консистории от 11 февраля 1894 года, который гласил: «согласно желания и приговора прихожан Больше-Алматинской церкви разрешается им новостроенную церковь сделать о трех престолах».
В южной части храма располагался некрополь, в котором покоились останки первых верненских епископов Софонии Сокольского и Никона Богоявленского.
15 (28) февраля 1911 года в ознаменование пятидесятилетия со дня победы, одержанной горстью казаков над полчищами Кокандского хана, возведён в станичный собор Семиреченского казачьего войска.

### После революции
После февральской революции в соборе по-прежнему совершались богослужения. В середине 20-х годов он был захвачен обновленцами. В 1929 и 1931 годах власти предпринимали попытки закрыть собор и сделали это окончательно в 1937 году. Обновленческое духовенство храма было арестовано и расстреляно.
После закрытия здание храма переоборудовали в клуб Красных Партизан, потом в кинотеатр «Ударник», затем в его стенах размещался кукольный театр. Во время устройства звукового кинотеатра «Ударник», могилы первосвященников епархии Софония и Никона, почётных граждан Верного и жертв землетрясения 1910-11 г. были осквернены и уничтожены.
В конце 1980-х годов здание храма пришло в аварийное состояние, чему способствовали местные жители, растаскивавшие здание. Чтобы спасти бывший собор от полного разрушения, Министерство культуры КазССР вынуждено было ввести должность сторожа, чтобы сохранить до начала реставрации здание, входившее в список охраняемых памятников культуры и архитектуры. В условиях политического и экономического кризиса на рубеже 1980-х и 1990-х годов дело не только не дошло до реставрации, но здание было выведено из реестра памятников, должность сторожа упразднили.
В 1989 году епархия предприняла попытку вернуть Софийский собор Церкви. Вопрос о его возвращении обсуждался и в местной прессе. Но едва об этом заговорили, он был окончательно разрушен.

### Восстановление собора
Долгое время на улице Жангельдина стоял информационный щит, что на этом месте располагался Софийский собор.
В ноябре 2003 года поступило предложение о восстановлении женского монастыря и Софийского собора на его территории. В 2004 году был заложен фундамент, а в 2007 году восстановленный храм был освящён Он построен полностью по старому проекту, только из современных материалов..
Весной 2006 года были освящены новые колокола, общий вес которых более трех тонн. Вес самого крупного составляет 1600 килограммов и является самым большим колоколом в Казахстане.
В 2011 году в дар монастырю на хранение в собор были переданы мощи святых Веры, Надежды, Любови и Софии из Константино-Еленинского женского монастыря под Санкт-Петербургом.
4 октября 2019 года в собор была доставлена чудотворная Курско-Коренная икона Пресвятой Богородицы «Знамение».